# Тома, Лоредана
Лоредана Тома (рум. Loredana Toma; род. 10 мая 1995, Ботошани) — румынская тяжелоатлетка, двукратная серебряная призёрка чемпионатов Европы (2013, 2014) в весовой категории до 58 кг, шестикратная чемпионка Европы в 2017, 2018, 2019, 2021, 2023 и 2024 годах, и двукратная чемпионка мира (2017 и 2022 годов).

## Карьера
Осенью 2014 года во время внесоревновательного допинг-контроля была уличена в использовании запрещённого анаболического стрероида Станозолол и дисквалифицирована на два года.
В начале ноября 2018 года на чемпионате мира в Ашхабаде, румынская спортсменка, в весовой категории до 64 кг., завоевала абсолютную бронзовую медаль и малую серебряную медаль в упражнении рывок, взяв вес 110 кг. 
В 2019 году на чемпионате Европы, Лоредана вновь повторила своё высшее достижение на континентальных первенствах и завоевала золотую медаль, показав в сумме 239 кг. В двух упражнениях она также завоевала малые золотые медали.
На предолимпийском чемпионате мира 2019 года, который проходил в Таиланде, румынская спортсменка завоевала бронзовую медаль в весовой категории до 64 кг. Общий вес на штанге 240 кг. В рывке завоевала малую бронзовую медаль (112 кг).
В апреле 2021 года на Чемпионате Европы в Москве, румынская тяжёлоатлетка в олимпийской весовой категории до 64 кг, с результатом 244 килограмма стала четырёхкратной чемпионкой Европы. В упражнении "рывок" с весом 114 кг, а также в упражнении "толчок" с весом 130 кг она завоевала малые золотые медали.
На чемпионате мира 2022 года в Боготе, в Колумбии в категории до 71 кг она стала чемпионкой мира по сумме двух упражнений с результатом 256 кг и завоевала малую золотую медаль в упражнении «рывок» (119 кг).
В Ереване, на чемпионате Европы 2023 года в категории до 71 кг завоевала золотую медаль с результатом 240 кг по сумме двух упражнений. В отдельных упражнениях также ей достались две малые золотые медали.
В феврале 2024 года на чемпионате Европы в Софии Лоредана завоевала золотую медаль по сумме двух упражнений с результатом 241 кг. В упражнении рывок она стала первой (114 кг).

## Основные результаты
| Год  | Соревнование     | Место проведения | Весовая категория | Рывок  | Толчок | Сумма двоеборья | Место |
| 2012 | Чемпионат Европы | Анталья          | до 63 кг          | 85 кг  | 102 кг | 187 кг          | 7     |
| 2013 | Чемпионат Европы | Тирана           | до 58 кг          | 93 кг  | 117 кг | 210 кг          | 2     |
| 2013 | Чемпионат мира   | Вроцлав          | до 58 кг          | 95 кг  | 118 кг | 213 кг          | 4     |
| 2014 | Чемпионат Европы | Тель-Авив        | до 58 кг          | 96 кг  | 115 кг | 211 кг          | 2     |
| 2017 | Чемпионат Европы | Сплит            | до 63 кг          | 100 кг | 126 кг | 226 кг          | 1     |
| 2017 | Чемпионат мира   | Анахайм          | до 63 кг          | 109 кг | 128 кг | 237 кг          | 1     |
| 2018 | Чемпионат Европы | Бухарест         | до 63 кг          | 105 кг | 131 кг | 236 кг          | 1     |
| 2018 | Чемпионат мира   | Ашхабад          | до 64 кг          | 110 кг | 124 кг | 234 кг          | 3     |
| 2019 | Чемпионат Европы | Батуми           | до 64 кг          | 111 кг | 128 кг | 239 кг          | 1     |
| 2019 | Чемпионат мира   | Паттайя          | до 64 кг          | 112 кг | 128 кг | 240 кг          | 3     |
| 2021 | Чемпионат Европы | Москва           | до 64 кг          | 114 кг | 130 кг | 244 кг          | 1     |
| 2022 | Чемпионат мира   | Богота           | до 71 кг          | 119 кг | 137 кг | 256 кг          | 1     |
| 2023 | Чемпионат Европы | Ереван           | до 71 кг          | 110 кг | 130 кг | 240 кг          | 1     |
| 2024 | Чемпионат Европы | София            | до 71 кг          | 114 кг | 127 кг | 241 кг          | 1     |